# Kampfzeit
Als Kampfzeit bezeichnete man in der Zeit des Nationalsozialismus den Aufstieg der NSDAP zwischen 1919 und Januar 1933.
In der NS-Propaganda wurde die Kampfzeit als ein „im Gedankengut der Nationalsozialisten fest verankerte[r] Begriff“ mit der „Erinnerung an schwere und opferreiche Jahre“ verbunden. Sie habe von den Alten Kämpfern vielfach gesundheitliche Opfer verlangt und oftmals wirtschaftliche Not über sie gebracht. Ziel dieser „Kampfgemeinschaft“ sollte die Tilgung der Schmach des „Versailler Diktates“ durch Machteroberung nach innen und außen sein. Zentrales Ereignis der Kampfzeit war der gescheiterte Hitlerputsch.
In Österreich wiederum wurde die Zeitspanne vom Betätigungsverbot der NSDAP im Juni 1933 bis zum „Anschluss“ 1938 Kampfzeit genannt.